# Municipio de Bóboshevo
El municipio de Bóboshevo (en búlgaro: Община Бобошево) es un municipio búlgaro perteneciente a la provincia de Kiustendil.
En 2011 tiene 2870 habitantes, de los cuales el 97,5% son étnicamente búlgaros. La capital es Bóboshevo, donde viven dos quintas partes de la población del municipio.
Se ubica en el centro-sureste de la provincia. Por su término municipal pasa la carretera A3 que une Sofía con Salónica.

## Localidades
Comprende la ciudad de Bóboshevo y los siguientes pueblos:
- Bádino
- Blázhievo
- Dobrovo
- Kámenik
- Skrinó
- Slátino
- Sópovo
- Tsíklovo
- Usoika
- Visoka Moguila
- Vúkovo